# Ultimate Custom Night
Ultimate Custom Night (UCN) este un joc video „point and click” horror survival creat de Scott Cawthon. Este al doilea „spin-off” oficial al seriei de jocuri video „Five Nights at Freddy's (FNaF)”, prima fiind „FNaF World”. Jocul a fost lansat pe 27 iunie 2018, gratuit pe Steam și Game Jolt.

## Gameplay-ul
Jocul permite jucătorului de a alege din 50 de animatronici din cele 6 jocuri principale,un spin-off, FNaF World, și un DLC, FNaF 4 Halloween Edition, și de a seta dificultățile lor pentru a determina cât de agresivi sunt în timpul nopții. Jucătorul este, de asemenea, capabil de a selecta biroul unde vor să se joace, și are 16 "challenge-uri" disponibile lor. Câștigând suficiente puncte după învingerea unor nivele de dificultate deblochează scene, dintre care cele mai multe sunt tematice "anime". Pentru cele mai multe animatronice, în momentul "jumpscare-ului", acestea vor vorbi, dezvăluind bucăti din poveste. De exemplu, "Nightmare Fredbear" menționează că el îi va "pune împreună din nou, apoi îi va despărți din nou", referindu-se la plusul "Fredbear" prezent în FNaF 4 care mentionează ca el îi va "pune împreună din nou".